# 石嶋瑞穂
石嶋 瑞穂（いしじま みずほ、1978年 - ）は、日本の一般社団法人代表理事。大阪府出身。病気や障害のある子どもと家族への支援活動を行う非営利法人「一般社団法人チャーミングケア」の創設者であり、同団体の代表理事を務める。また、複数の企業・団体において広報やマーケティング支援の業務にも従事している。

## 経歴
大阪府生まれ。近畿大学法学部卒業。広告代理店勤務などを経て、2000年代より医療・福祉分野の広報業務に携わる。
2018年、病気や障害のある子どもと家族を対象としたケア活動を行う「一般社団法人チャーミングケア」を設立し、代表理事に就任。以降、医療的ケア児とその家族を支援するECサイトの立ち上げ、啓発冊子の全国配布、オンライン研修事業、メタバースを活用した復学支援プロジェクトなど、多様な支援活動を展開している。
2023年3月には、大阪公立大学大学院 医学研究科 発達小児医学講座 インテンシブコースを修了。その後、同講座において1年間ファシリテーターとして運営支援も行った。

## 活動
チャーミングケアでは、病児や障害児とその家族を対象とした支援活動に加え、外見ケア（アピアランスケア）やメンタルサポートに関する啓発事業を推進。2021年には病児・障害児専門のECマーケットプレイスを立ち上げ、病気のある子どもを持つ保護者を業務委託形式で20名以上雇用するなど、就労支援にも取り組んでいる。
2022年にはベネッセこども基金の助成を受け、医療的ケアに関する研修事業「チャーミングケア研修」を開始。
2024年にはタケダ・ウェルビーイング・プログラムの支援を受け、メタバース空間を用いた病弱児の復学支援事業を展開。

## 公職・委員歴
- 2025年7月 – 池田市総合福祉施策推進審議会 委員

## 政策提言・調査
2018年には、がん経験のある子どもへのワクチン再接種支援に関する陳情を厚生労働省に提出し、実態調査のきっかけを作る。以降も複数の学会や調査研究に参加し、子どもの外見ケア、アピアランス支援に関する論文や調査結果を発表している。
2024年、小児保健研究（杏林舎）第83巻第4号に「子どもの外見ケアとメタバースを活用したこれからの復学支援（Appearance care for Children and Support for Returning to School Using the Metaverse）」を寄稿。

## 主な受賞・助成採択
- 2023年 岩佐賞（教育の部）
- 2023年 アメリカン・エキスプレス RISE with SHOP SMALL 受賞
- 2023年 コープこうべ 虹の賞
- ベネッセこども基金（チャーミングケア研修）
- LUSHジャパン チャリティバンク（アピアランスケア啓発冊子制作）
- 武田薬品 タケダ・ウェルビーイング・プログラム（メタバース支援）
- 小林製薬青い鳥財団（学習支援）

## 寄稿・メディア掲載
- Forbes JAPAN オフィシャルコラムニスト
- ハフポスト日本版 オフィシャルブロガー
- 日本経済新聞「向き合う」特集（全4回連載）

## メディア掲載
関西テレビ『報道ランナー』SDGs特集（2023年11月24日放送）
ベネッセ「たまひよオンライン」インタビュー記事
日経xwoman（DUAL）連載